# Henry Fitz
Henry Fitz (* 1808 in Newburyport, Massachusetts; † 31. Oktober 1863) war ein US-amerikanischer Teleskop-Hersteller.

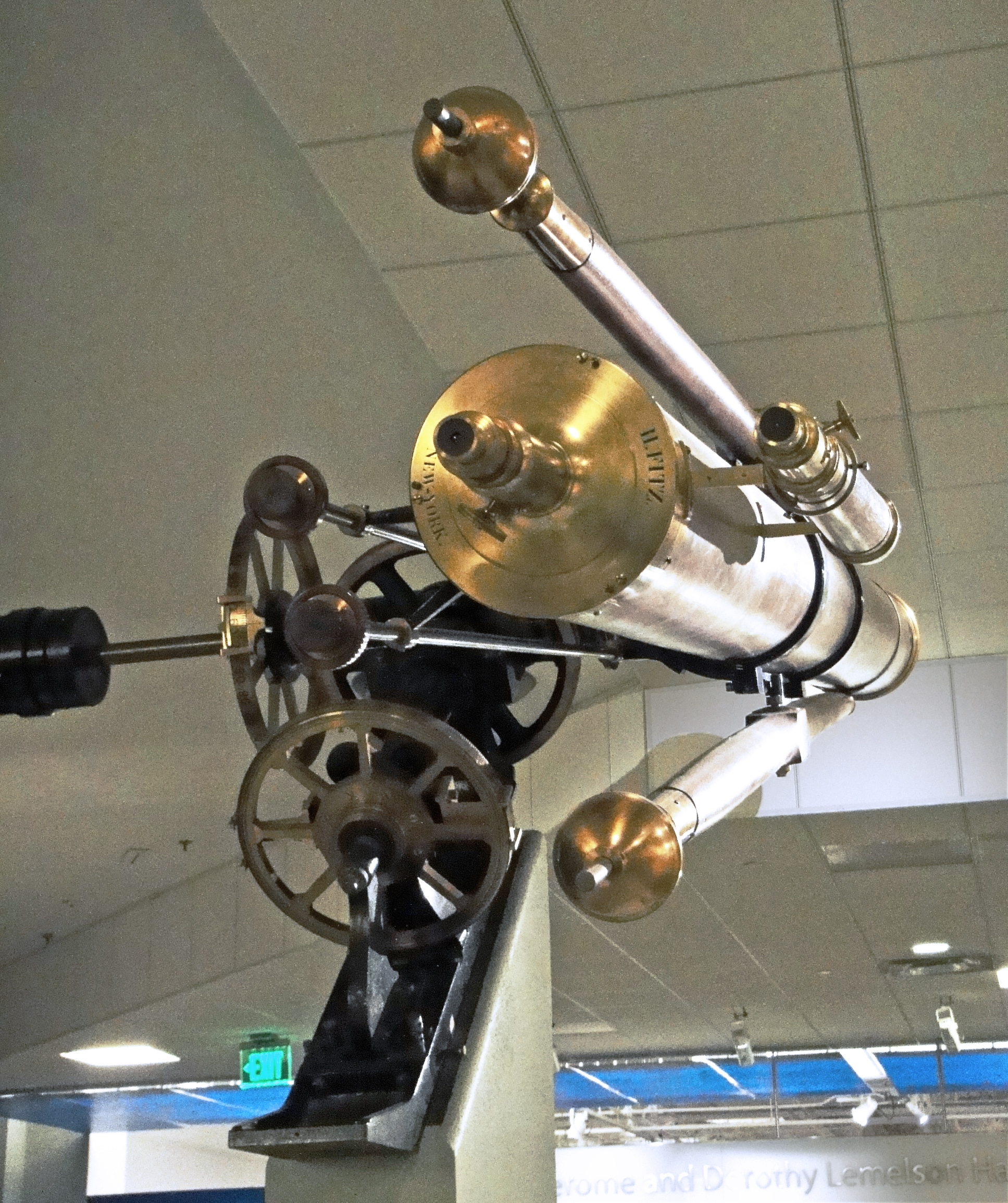
Das von Henry Fitz für Maria Mitchell gefertigte Teleskop, heute im Smithsonian National Museum of American History

Von 1840 bis 1855 stellte er 40 Prozent aller in den USA verkauften Teleskope her. Den entscheidenden Anstoß erhielt er auf einer Reise nach Europa. Hier kam er erstmals mit der Daguerreotypie-Fotografie in Berührung und erfuhr vieles über die Herstellung von Linsen. Wieder zurück in den USA eröffnete er ein Fotostudio. Mit dem daraus resultierenden Gewinn konnte er sich intensiver der Entwicklung besserer Linsen widmen. 1845 waren seine Kenntnisse und Erfolge so groß, dass er sich nunmehr ganz auf die Herstellung von Teleskopen konzentrieren konnte. 1845 stellte er einen 6-inch-Refractor für das Amerikanische Institut her. Sein erstes Oberservationsinstrument stellt er 1849 für das Erskine-College in Due West, South Carolina, her, für das er 1050 Dollar erhielt. 
Auch der Amateurastronom Robert van Arsdale aus Newark in New Jersey erwarb von Fitz einen Kometensucher. Ob er damit den auf seinen Namen geführten Kometen entdeckte, ist indes nicht bekannt. Maria Mitchell nutzte ebenfalls ein Gerät von Fitz.
1856 stellte er ein Instrument für die Akademie in West Point her, und ein Jahr später schuf er mit einem 12¼-inch-Teleskop das bis dahin größte in den USA hergestellte Teleskop und das drittgrößte auf der Welt. Dieses Teleskop kostete 6000 Dollar.
Sein größtes Teleskop mit einer 16-inch-Linse, für das William Vanduzee aus Buffalo, New York, 7000 Dollar bezahlte, stellte er 1861 her.